# Courage My Love
Courage My Love ist eine 2009 gegründete Pop-Punk-Band aus Kanada.

## Geschichte
Courage My Love wurde 2009 in Kitchener, Ontario von den Zwillingsschwestern Mercedes Arn-Horn (Gesang, Gitarre) und Phoenix Arn-Horn (Gesang, Schlagzeug), sowie von David Blake-Dickson (Bass, Gesang) gegründet. Nachdem die Gruppe sich eine Fanbasis in ihrem Heimatstaat Ontario aufbauen konnte, schaffte es die Band auf mehreren Festivals aufzutreten, darunter die Warped Tour, die Canadian Music Week und NXNE. Courage My Love spielten bereits mit Paramore, Tokyo Police Club und A Day to Remember. Blake-Dickson verließ die Gruppe 2012 und wurde dann durch Brandon Lockwood ersetzt.
Die Band gründete das eigene Label Homeskool Prom Records, das seit dem 18. September 2011 mit dem Major-Label Warner Music kooperiert. Die EP For Now wurde von Chris Perry, welcher bereits für die Juno Awards nominiert wurde, produziert. Courage My Love tourten unter anderem mit Bleeker Ridge durch Kanada. For Now wurde ein Jahr später als Akustik-EP neu aufgelegt. 2013 wurde mit Becoming eine neue EP veröffentlicht, welche 2015 über InVogue Records mit Bonusmaterial als Album neu aufgelegt wurde. 2014 wurde mit Animal eine dritte EP veröffentlicht.
Bei den Juno Awards 2014 war die Gruppe für einen Juno Award nominiert.
Die Gruppe arbeitet derzeit an ihrem zweiten Studioalbum.

## Diskografie

### Singles
- 2011: Do You Hear What I Hear?

### EPs
- 2011: For Now (Homeskool Prom Records, 2012 als Akustik-EP neu aufgelegt)
- 2013: Becoming (Homeskool Prom Records)
- 2014: Animal (Homeskool Prom Records)

### Alben
- 2015: Becoming (inVogue Records)
- 2017: Synesthesia (inVogue Records)

## Videos
- Bridges
- Barricade
- Anchors Make Good Shoes (If you have Issues)

## Auszeichnungen und Nominierungen
- Juno Awards
  - 2014: Breakthrough Group of the Year (nominiert)